# Список дипломатических миссий Ниуэ
Список дипломатических миссий Ниуэ — небольшое островное государство Ниуэ, находящееся в свободной ассоциации с Новой Зеландией, классифицируется ООН как государство, не являющееся членом этой организации («Non-member State»), обладая полным внутренним самоуправлением после референдума 1975 года, предоставившего этой стране независимость, тем не менее делегировало Новой Зеландии управление вопросами своей внешней политики и обороны.
В то же время Ниуэ в последнее время всё активнее проявляет себя на международной арене, участвуя в работе ряда межправительственных организаций. Так, Ниуэ открыла своё постоянное представительство при ЕС, в 2000 году это государство подписало Котонскую конвенцию о сотрудничестве между странами ЕС и государствами Африкано-карибо-тихоокеанской группы (АКТ). Являясь членом Британского содружества наций, представительства Ниуэ в странах — членах этой организации имеет право возглавлять высший комиссар в ранге посла. Представительство Ниуэ в Новой Зеландии с 2001 года обладает всеми правами посольства суверенного государства, в том числе дипломатическим иммунитетом.

## Океания
- Новая Зеландия, Веллингтон (высший комиссариат)

## Международные организации
- Брюссель (постоянное представительство при ЕС)
- Париж (постоянная делегация при ЮНЕСКО)

## Почётные консульства
- Новая Зеландия, Окленд